# Droits réels en Suisse
En Suisse, les droits réels (en allemand Sachenrecht) est une branche du droit qui étudie les relations juridiques dont l'origine ou l'objet se rapporte aux choses. Les droits réels s'intéressent aux relations entre personnes et biens.
Les choses peuvent être notamment mobilières ou immobilières. 